# 크레인-밀만 정리

주어진 볼록 다각형 K (밝은 파란색)과 그 극점들 B (빨간색), B의 볼록 폐포는 K이다.

함수해석학의 수학 정리에서 크레인-밀만 정리는 위상 벡터 공간의 볼록 집합에 관한 정리이다. 이 정리의 쉽게 시각화 할 수 있고 주어진 볼록 다각형을 나타내는 특별한 경우에는, 다각형 모양을 복원하기 위해서는 다각형의 꼭짓점만이 필요하다. 이 정리의 명제는 다각형이 볼록이 아닐 때는 거짓이다, 그러면 주어진 점을 꼭짓점으로 나타내는 다각형을 그리는 많은 방법이 있다.
형식적으로, {\displaystyle X}를 국소 볼록 공간이라 하고 (하우스도르프 공간이라고 가정되었다), {\displaystyle K}를 {\displaystyle X}의 콤팩트 볼록 부분집합이라고 하자. 그러면, 정리는 {\displaystyle K}는 그 극점의 닫힌 볼록 폐포라고 한다.
위의 닫힌 볼록 폐포는 {\displaystyle K}를 포함하는 {\displaystyle X}의 모든 닫힌 볼록 부분 집합의 교집합으로 정의된다. 이것은 위상 벡터 공간에서 볼록 폐포의 폐포에서도 같다. 이 정리의 한 방향은 쉽다; 가장 큰 문제는 '충분한' 극점이 있다는 것을 보이는 것이다.
마르크 크레인과 다비드 밀만에 의해 증명된 원래 명제는 이것보다는 어떻게든 덜 일반적이다.
헤르만 민코프스키는 이미 {\displaystyle X}가 유한 차원일 때,ㅣ{\displaystyle K}는 그 극점의 집합의 볼록 폐포와 같다는 것을 이미 증명했다. 크레인–밀만 정리는 이것을 조건과 함께 산술적 국소 볼록 {\displaystyle X}로 일반화 시킨다: 폐포가 필요하다.

## 선택 공리와의 관계
선택 공리 또는 그것의 약한 형태는 이 정리를 체르멜로-프렝켈 집합론에서 증명을 요구한다. 하지만 불 소 아이디얼 정리와 함께 이 정리는 선택공리를 증명할 수 있다.영문판에 출처 있음

## 관련 결과
{\displaystyle K}의 이전 가정에서, {\displaystyle T}가 {\displaystyle K}의 부분집합이고 {\displaystyle T}의 닫힌 볼록 폐포가 {\displaystyle K} 전체라고 하면, {\displaystyle K}의 모든 극점 {\displaystyle T}의 폐포에 속해있다. 이 결과는 크레인-밀만 정리에 대하여 밀만의 (부분) 역이다.
Choquet–Bishop–de Leeuw 정리는 {\displaystyle K}의 모든 점이 {\displaystyle K}의 극점의 집합으로 지지되는 확률 측도의 질량중심이라고 한다

## 더 일반적인 설정
주변 공간의 국소 볼록성에 대한 가정은 필요하다. 왜냐하면 제임스 로버츠는 1977년에 더 일반적인 공간의 반례를 만들었기 때문이다.
선형성 역시 필요하다. 왜냐햐면 니콜라스 모노가 2016년에 증명했듯이 CAT(0) 공간의 약한 콤팩트 볼록 집합에 대해서 이것은 적용되지 않기 때문이다. 하지만, 테오 부흘러(Theo Buehler)는 2006년에 크레인 밀만 정리가 행렬로 콤팩트 CAT(0) 공간에 적용되는 것을 증명했다.

## 같이 보기
- 카라테오도리의 정리 (볼록 폐포)
- 셰플리–포크먼 보조정리
- 헬리의 정리
- 라돈의 정리
- 쇼케 정리
- 바나흐-앨러오글루 정리